# Arhont
Arhont (starogrško ἄρχων, latinizirano: archon) je starogrška beseda, ki pomeni 'vladar' ali 'poglavar'.  Arhonti so bili najvišji državni uslužbenci v nekaterih državah antične Grčije.

## Antična Grčija
V antični Grčiji se je glavni sodnik v različnih grški mestnih državicah imenoval arhont. Izraz je bil uporabljen v celotni grški zgodovini tudi v širšem smislu, od vodje kluba do vodje omizja v sisitiji (menzi).
V Atenah so imeli republikanski sistem devetih sočasnih arhontov: eponim vladarjev (starogrško Ἐπώνυμος ἄρχων, latinizirano: eponymos archon), po katerem so se štela leta, polemarh (vojaški vladar), bazileus (kralj vladar) in šest tesmotetov, sodnih uradnikov. Prva trojica je bila pristojna za sodstvo, upravo, vojsko in verske zadeve. Prvotno so bili predstavniki plemstva, pozneje pa najbogatejših meščanov. Voljeni so bili vsakih deset let. V tem obdobju je bil arhont glavni sodnik,  polemarh vodja oboroženih sil, bazileus pa je bil odgovoren za nekatere državljanske verske ureditve ter za nadzor nad nekaterimi pomembnejšimi sodbami na sodiščih. Po letu 683 pred našim štetjem so bili izvoljeni samo za eno leto in tisto leto je dobilo ime arhont eponim (mnogi antični koledarski sistemi niso šteli let zaporedoma).
Po letu 487 pred našim štetjem so arhonte določili z žrebom med državljani, polemarhove vojaške dolžnosti so prevzeli generali, znani kot (stratēgoí) strategi. Deset strategov (eden za rod) je bilo izvoljenih in so se izmenjavali med seboj pri vodenju po dnevih. Polemarhi so imeli le manjše verske dolžnosti in naslov vodja strategov. Eponim je ostal naslov za vodjo države v okviru demokracije, čeprav so mu precej zmanjšali politični pomen. Arhontom so pomagali "mlajši" arhonti, imenovani tezmoteti (starogrško Θεσμοθέται, latinizirano: thesmothétai, skrbniki prava). Po letu 457 pr. n. št. so  nekdanji arhonti postali dosmrtni člani areopaga, čeprav skupščina v tistem času ni bila več zelo pomembna.

## Bizantinsko cesarstvo
Bizantinski zgodovinarji običajno opisujejo tuje vladarje kot arhonte.  Bolgarski vladarji so skupaj s svojimi naslovi pogosto imeli naslov arhont, dan od Boga, napisano v grščini.
V Bizancu se je izraz arhont uporabljal za močnega plemiča ali bogataša, vendar je bil v tehničnem smislu uporabljen za pokrajinske guvernerje. V 8. in 9. stoletju so bili to guvernerji nekaterih obrobnejših pokrajin, ki so imeli podrejen status v temah: Dalmacija, Kefalonija, Kreta in Ciper. Arhonti so bili odgovorni tudi za različne pomorske in trgovske postaje, pa tudi za polsamostojna slovansko naseljena območja (sklavinije) pod bizantinsko suverenostjo. V 10.–12. stoletju so arhonti omenjeni tudi kot guvernerji posameznih mest. Območje pristojnosti nekega arhonta se je imenovalo arhontija (ἀρχοντία).  Naslov je bil uporabljen tudi za imetnike več finančnih ustanov, kot je na primer vodja mete (ἄρχων τῆς χαραγῆς), pa tudi vodje  cesarske delavnice, orožarne itd. 
Naslov mega arhon ("veliki arhon") je bil tudi prevod tujih naslovov, kot je "veliki princ". V sredini 13. stoletja je bil ustanovljen poseben sodni naslov najvišje uvrščenega cesarskega uradnika, ki so ga uporabljali v celotnem obdobju dinastije Paleologov, vendar ni imel nobene posebne vloge. 

## Ekumenski patriarhat Konstantinopla
Od časa do časa so laiki pravoslavne cerkve pri stikih s patriarhom Konstantinopla uporabljali naslov arhon ekumenskega patriarhata kot spoštovanje za vodenje cerkvene uprave. Leta 1963 so bili arhonti vključeni v družbo, posvečeno sv. Andreju. Arhont ni del cerkvene hierarhije, je le časten naslov.
Arhont je naslov, ki ga podari njegova blaženost ekumenski patriarh za izjemno služenje Cerkvi in znan, ugleden in zelo spoštovan voditelj pravoslavne cerkve (na splošno).
Priseči je moral, da bo branil in spodbujal pravoslavno vero in tradicijo. Njegova glavna skrb je bila, da varuje in spodbuja sveti patriarhat in svoje poslanstvo. Ukvarjal se je tudi s človekovimi pravicami in dobrim počutjem ter blaginjo Cerkve.
Ker je to pomemben verski položaj, sta vera in predanost kandidata za to vlogo bistveni, zato natančno pregledani in obravnavani; kandidat se mora zavezati, da bo spodbujal razvoj Cerkve, župnij, škofije, nadškofije in skupnosti kot celote.

## Gnosticizem
Ta pojem so uporabljali tudi gnostiki, ki so verjeli v obstoj zlih arhontov (vladarjev) v kozmosu, ki zasužnjijo duhovni svet.  To je bilo eno ključnih verovanj gnostikov, ki so lastno duhovno naravo opredelili v nasprotju s pojmom oblasti, ki zasužnjuje. Verjeli so, da je v takem zlem svetu vseeno upanje, ker bo njihova duhovna narava trajnejša od arhontske in njihova nebeška usoda slavnejša. Vladarji bodo na koncu izginili, gnostiki, otroci svetlobe, pa spoznali in slavili Očeta.